# Сутоки (Городнянский район)
Сутоки (укр. Сутоки) — село,
Мощенский сельский совет,
Городнянский район,
Черниговская область,
Украина.
Код КОАТУУ — 7421486803. Население по переписи 2001 года составляло 67 человек .

## Географическое положение
Село Сутоки находится на берегах реки Верпч, которая через 1,5 км впадает в реку Тетева
выше по течению на расстоянии в 7 км расположено село Солоновка.
На расстоянии в 1 км расположено село Мощенка.